# Misumenops maculissparsus
Misumenops maculissparsus là một loài nhện trong họ Thomisidae.
Loài này thuộc chi Misumenops. Misumenops maculissparsus được Eugen von Keyserling miêu tả năm 1891.